# Włodzimierz Szawernowski
Włodzimierz Kajetan Szawernowski (ur. 1 lutego 1872 w Rewlu, zm. 3 września 1944) – polski inżynier, budowniczy portów w Rosji i Polsce.

## Życiorys
Był synem Piotra, generała-lejtnanta inżynierii morskiej w armii carskiej. W Mikołajowie nad Donem ukończył szkołę realną, następnie uzyskał dyplom Instytutu Inżynierów Cywilnych w Petersburgu.
Na przełomie XIX i XX wieku działał w wojennej bazie Kronsztad w Rosji. Największym dziełem inżyniera Szawernowskiego było zaprojektowanie i wybudowanie w latach 1908–1911 suchego doku Aleksiejewskiego w Kronsztadzie. Do dziś jest to jeden z największych takich obiektów w Rosji. Przeznaczony był do remontowania największych pancerników Floty Bałtyckiej.
Szawernowski jako cywilny inżynier brał udział w pierwszej fazie projektowania Soboru Morskiego pw. Mikołaja Cudotwórcy w Kronsztadzie (świadczy o tym opinia budowlana z 1896 podpisana przez Polaka, inż. płk. Stessela). W latach 1903–1906 zaprojektował w Kronsztadzie szereg domów mieszkalnych, zachowanych częściowo do dziś i chronionych obecnie jako pomniki architektury. W 1903 zaprojektował wraz z W. A. Kosjakowem istniejącą do dziś kaplicę pw. Objawienia (ros. Богоявления Господня). W 1910 Szawernowski opracował pierwszy projekt nowoczesnej, niedrewnianej kanalizacji Kronsztadu. Nie został on zrealizowany, nowoczesną kanalizację zbudowano dopiero w 1936.
Był również naczelnym inżynierem budowy elektrowni wodnych na rzekach: Swir i Wołchow. Po rewolucji październikowej Szawernowski osiadł w Polsce, gdzie w latach 30. zaprojektował port wojenny w Helu. Z jego nazwiskiem związana była ponadto budowa nabrzeży na Westerplatte oraz projekt basenu portu wojennego w Gdyni. Przez pewien czas pracował jako naczelnik wydziału w Urzędzie Morskim w Gdyni. Kierował także Biurem Studiów Departamentu Morskiego w Ministerstwie Przemysłu i Handlu.
We wrześniu 1944 w czasie powstania warszawskiego poniósł śmierć w zbombardowanym domu. Tradycje inżynierskie kontynuował syn Włodzimierza Piotr Szawernowski (1901–1975), specjalista w dziedzinie pogłębiarstwa, profesor w Instytucie Morskim w Gdańsku, wykładowca Szkoły Inżynierskiej w Szczecinie i Politechniki Gdańskiej.